# Tegnsprog
Tegnsprog er en gruppe sprog, som udtrykkes visuelt med bevægelser, gestik og mimik m.m., og som især døve benytter sig af til at kommunikere såvel med andre døve som med hørende medborgere. Tegnsprog er en type modalitet for sprog, i modsætning til talesprog, som udtrykkes ved hjælp af lyd, og skriftsprog, som udtrykkes ved hjælp af skrift.
Et tegnsprogs grammatik er forskellig fra det talesprog, der evt. tales i samme område. Tegnsprog er ikke ét internationalt sprog i modsætning til Esperanto og Volapük og er ikke et "opfundet" kunstsprog, men mange sprog, som er udviklet gennem årtusinder over hele verden. Platon beskriver fx tegnsprog i det antikke Grækenland. Ikke alle lande har lovpligtig undervisning af døve, og der findes derfor mange lande, hvor det lokale tegnsprog kan variere meget fra region til region, og hvor der ikke findes et "rigsmål".
Det er ikke helt klart hvor mange tegnsprog, der findes; men 2013-udgaven af Ethnologue nævner 137 tegnsprog.